# میم مثل مادر
میم مثل مادر نام فیلمی سینمایی ایرانی اثر رسول ملاقلی‌پور در سال ۱۳۸۵ است. در این فیلم گلشیفته فراهانی، حسین یاری، سحر دولتشاهی ، شراره دولت‌آبادی ، جواد نظری و همچنین علی شادمان ایفای نقش کرده‌اند. این فیلم بنا به تشخیص کمیته‌ای از بنیاد سینمایی فارابی به عنوان نماینده ایران در هشتادمین دوره جوایز اسکار در سال ۲۰۰۷ انتخاب شد.

## بازیگران
| بازیگر          | نقش       |  |
| --------------- | --------- |  |
| گلشیفته فراهانی | سپیده     |  |
| حسین یاری       | سهیل      |  |
| علی شادمان      | سعید      |  |
| سحر دولتشاهی    | فرزانه    |  |
| جمشید هاشم‌پور   | روبیک     |  |
| شراره دولت‌آبادی | مادربزرگ  |  |
| امیرحسین صدیق   | بابک      |  |
| رامین راستاد    | دلال دارو |  |
| جواد نظری       | پزشک      |  |

## خلاصه فیلم
سپیده در زمان جنگ ایران و عراق، از پرستاران شهر سردشت بود و در بمباران شیمیایی سردشت، دچار تأثیرات شیمیایی شد. سال‌ها بعد سهیل و سپیده در انتظار فرزند خود هستند. پس از سونوگرافی، پزشکان می‌گویند فرزند سپیده دچار مشکلات تنفسی و معلولیت است و این وضعیت ناشی از گازهای شیمیایی زمان جنگ است. سهیل اصرار دارد تا فرزندشان را سقط کنند اما سپیده مخالفت می‌کند و سهیل، سپیده را طلاق می‌دهد. پس از زایمان، در طی چک آپ‌های ماهیانه، پزشک به سپیده می‌گوید که این وضعیت سعید، ناشی از مشکلات ژنتیکی است و گازهای عصبی روی سعید تأثیری نداشته و...
این فیلم به عنوان نماینده ایران در هشتادمین دوره جوایز اسکار از سوی بنیاد فارابی انتخاب شد.

## جوایز و نامزدها

### دهمین دوره جشن حافظ
| قسمت                   | نامزد           | نتیجه    |
| ---------------------- | --------------- | -------- |
| بهترین کارگردانی       | رسول ملاقلی‌پور  | نامزدشده |
| بهترین بازیگر زن سینما | گلشیفته فراهانی | نامزدشده |
| بهترین فیلمبرداری      | شاپور پورامین   | نامزدشده |
| بهترین موسیقی متن      | آریا عظیمی‌نژاد  | نامزدشده |
| بهترین چهره‌پردازی      | مهری شیرازی     | نامزدشده |
| جایزه ویژه هیئت داوران | رسول ملاقلی‌پور  | برنده    |